# Tipula vestigipennis
Tipula vestigipennis är en tvåvingeart som beskrevs av Doane 1908. Tipula vestigipennis ingår i släktet Tipula och familjen storharkrankar. Inga underarter finns listade i Catalogue of Life.